# Александар Чирич
Александар Чирич  (серб. Aleksandar Ćirić, 30 грудня 1977) — сербський ватерполіст, олімпійський медаліст.

## Виступи на Олімпіадах
| Олімпіада   | Дисципліна | Місце |
| ----------- | ---------- | ----- |
| Сідней 2000 | водне поло | 3     |
| Афіни 2004  | водне поло | 2     |
| Пекін 2008  | водне поло | 3     |